# Keet Oldenbeuving
Keet Oldenbeuving (Utrecht, 1 september 2004) is een Nederlandse skateboarder. Zij werd in 2019 Europees kampioen op het onderdeel street.

## Levensloop
Oldenbeuving begon op haar zevende met skateboarden. Sinds haar twaalfde draait zij al mee in het wereldbekercircuit. Ze baarde in 2018 opzien met wereldbekeroverwinningen in Praag en Parijs. Een jaar later werd zij Europees kampioen in Nizjni Novgorod op het Olympisch onderdeel street. Mede dankzij die prestatie werd zij aan het einde van het jaar uitgeroepen tot Nederlands Talent van het jaar. Samen met sprinter Churandy Martina was Oldenbeuving vlaggendrager tijdens de openingsceremonie van de Olympische Zomerspelen in 2021 in Tokio. Oldenbeuving strandde met een twaalfde plaats in de kwalificatieronde. Drie jaar later tijdens de Spelen in Parijs eindigde met toernooi voor Oldenbeuving wederom in de kwalificatieronde, met een vijftiende plaats.

## Persoonlijk
Oldenbeuvings bijnaam is Skatekeet. Ze deed in 2021 havo-examen.